# Yuriy Nikiforov
Yuri Valeryevich Nikiforov (tiếng Nga: Юрий Валерьевич Никифоров, tiếng Ukraina: Юрій Валерійович Никифоров; sinh ngày 16 tháng 9 năm 1970) là một huấn luyện viên và cựu cầu thủ bóng đá thi đấu ở vị trí trung vệ. Ông hiện là trợ lý huấn luyện viên tại Dinamo Moskva.

## Thống kê sự nghiệp
| SNG     | SNG  | SNG |
| Năm     | Trận | Bàn |
| ------- | ---- | --- |
| 1992    | 4    | 0   |
| Tổng    | 4    | 0   |
| Ukraina |      |     |
| Năm     | Trận | Bàn |
| 1992    | 3    | 0   |
| Tổng    | 3    | 0   |
| Nga     |      |     |
| Năm     | Trận | Bàn |
| 1993    | 2    | 0   |
| 1994    | 9    | 2   |
| 1995    | 8    | 1   |
| 1996    | 13   | 3   |
| 1997    | 4    | 0   |
| 1998    | 4    | 0   |
| 1999    | 0    | 0   |
| 2000    | 0    | 0   |
| 2001    | 7    | 0   |
| 2002    | 8    | 0   |
| Tổng    | 55   | 6   |